# Camillo Agrippa
Pour les articles homonymes, voir Agrippa.
 (mars 2008).
Améliorez-le ou discutez des points à vérifier. 
Camillo Agrippa est un architecte, mathématicien et ingénieur italien du XVIe siècle.

## Biographie
Camillo Agrippa est connu pour son Essai sur la Science des Armes (Trattato di Scienza d’Arme, 1553) dans lequel il évoque les principes qui sont les fondements de l’escrime.
Influencé par la géométrie d’Euclide, à la place de la multiplicité des pittoresques gardes médiévales, il a introduit quatre gardes où l’épée est tenue devant le corps. Agrippa a exprimé aussi une théorie du mouvement du combat où une action est un temps, selon la Physique d’Aristote qui affirme “le temps est le numéro du mouvement, ” et une conception circulaire du corps humain, selon le Au sujet de l'Architecture de Vitruve. En d’autres mots, il a transformé le style d'escrime prévalant jusque-là en Italie (escrime médiévale puis bolonaise, toutes deux de taille et d'estoc) en un style plus simple privilégiant l'estoc. L'arme utilisée est la rapière, ou son précurseur immédiat, la spada da lato (épée de côté).
Agrippa est né à Milan, mais il est arrivé à Rome en 1535, où (selon ses propres indications), il a discuté avec Michel-Ange et Antonio da Sangallo le Jeune du déménagement de l’obélisque du Cirque Gai et Neronis à la Place Saint-Pierre. (Comme ces deux, qui s’étaient occupé du palais du Cardinal Alexandre Farnese, qui est devenu après le Pape Paul III, Agrippa s’était associé avec le parti Farnese.) Dans sa longue carrière, Agrippa a écrit beaucoup d’œuvres sur des sujets divers, comme la cosmologie, l’origine des temps, la science militaire, et la géologie. Il est mort à Rome vers 1595.

## Œuvres

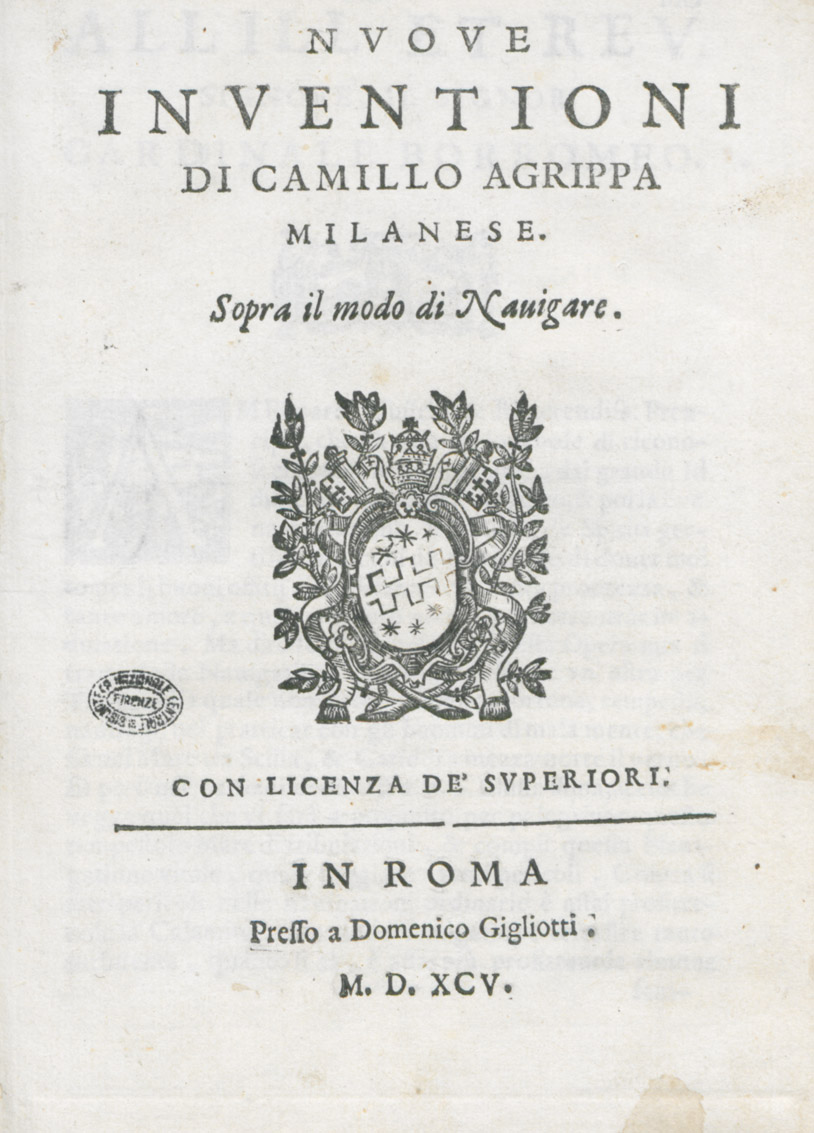
Nuove inventioni sopra il modo di navigare, 1595

- Trattato Di Scientia d’Arme, con un Dialogo di Filosofia, 1553
- Trattato di transportare la guglia in su la piazza di s. Pietro, 1583
- Dialogo sopra la generatione de venti, baleni, tuoni, fulgori, fiumi, laghi, valli et montagne, 1584
- Dialogo di Camillo Agrippa milanese del modo di mettere in battaglia presto & con facilità il popolo di qual si voglia luogo con ordinanze & batagglie diverse, 1585
- Nuove invenzioni sopra il modo di navigare, 1595